# Cédric Yambéré
Cédric Yambéré (Burdeos, Francia, 6 de noviembre de 1990) es un futbolista centroafricano que juega en la posición de defensa para el F. C. Girondins de Burdeos del Championnat National 2.

## Trayectoria

#### Bourdeaux
Yamberé se unió al Girondins de Bordeaux en enero de 2013 procedente del US Lormont, hizo su debut en la Ligue 1 el 25 de octubre de 2014 contra el París Saint-Germain Football Club jugando el partido entero en la derrota de 3-0.
Tras las prolongadas ausencias de Nicolas Pallois y de Lamine Sané se gana la titularidad en el equipo de Burdeos y se convierte en un jugador importante para el equipo.
El 12 de abril de 2015 frente al Olympique de Marsella marca su primer gol como profesional que le da la victoria al Burdeos, el partido acaba 1-0.

#### Anzhi Makhachkala (cesión)
El 13 de julio de 2016 se unió al club ruso FK Anzhí Majachkalá en calidad de cedido.
Cédric debuta el 14 de agosto contra el Arsenal Tula en la victoria del Anzhí en la temporada (1-0).

#### APOEL (cesión)
El 24 de enero de 2017 llega a Chipre, donde se fue cedido al APOEL con opción a compra, debutó el 11 de febrero de 2017 en la victoria (1-0) frente al Karmiotissa Polemidion jugando todo el partido.
Finalmente el club de Nicosia decidió no comprar al jugador y volvió al Burdeos.

#### Dijon FCO
El 1 de julio de 2017 fue traspasado al Dijon Football Côte d'Or para reforzar la defensa del club francés por 500 mil € firmando un contrato por 2 años, donde debutó el 8 de agosto en la derrota 3-0 frente al Olympique de Marsella.

### Ettifaq FC
El 29 de junio de 2019 se hizo oficial su fichaje por el Ettifaq FC saudí.

## Selección nacional
Debutó oficialmente con la selección de fútbol de la República Centroafricana el 27 de marzo de 2017 contra la selección de fútbol de Gambia en una derrota 1-2.

## Estadísticas
- Actualizado a 2 de junio de 2019.

| 2014-15                      | Girondins de Bordeaux | Ligue 1                    | 16  | 1 | 4  | 0 | 0 | 0 | 20  | 1 |
| 2015-16                      | Girondins de Bordeaux | Ligue 1                    | 27  | 3 | 4  | 0 | 7 | 0 | 38  | 3 |
| 2016-17                      | Anzhi Makhachkala     | Liga Premier de Rusia      | 12  | 0 | 1  | 0 | 0 | 0 | 13  | 0 |
| 2016-17                      | APOEL de Nicosia      | Primera División de Chipre | 7   | 1 | 3  | 0 | 2 | 0 | 12  | 1 |
| 2017-18                      | Dijon FCO             | Ligue 1                    | 32  | 3 | 1  | 0 | 0 | 0 | 33  | 3 |
| 2018-19                      | Dijon FCO             | Ligue 1                    | 35  | 0 | 3  | 0 | 0 | 0 | 38  | 0 |
| Total carrera                | Total carrera         | Total carrera              | 129 | 8 | 16 | 0 | 9 | 0 | 154 | 8 |
| (1) Incluye Copa de la UEFA. |                       |                            |     |   |    |   |   |   |     |   |